# Aragosaurus
Aragosaurus ischiaticus is een plantenetende sauropode dinosauriër, behorend tot de Neosauropoda, die tijdens het vroege Krijt leefde in het gebied van het huidige Spanje.
In 1958 vond de amateurpaleontoloog José María Herrero Marzo bij Las Zabacheras, nabij Teruel, de resten van een sauropode. Dit was de eerste Mesozoïsche dinosauriër die in Spanje was opgegraven. De vondst werd in 1960 beschreven door Albert-Félix de Lapparent die het dier echter niet benoemde.
In 1981 werd de typesoort Aragosaurus ischiaticus benoemd en beschreven door José Luis Sanz e.a. De geslachtsnaam is afgeleid van Aragon. De soortaanduiding verwijst naar het ischium, het zitbeen, vanwege het kenmerkende hoge raakvlak van dat bot met het schaambeen.
De naam is gebaseerd op een reeks syntypen, ZH 1-19. Deze zijn gevonden in een laag van de El Castellar-formatie die vermoedelijk dateert uit het vroege Barremien. Het is ook wel gesuggereerd dat de vondst in feite gedaan werd in de oudere Villar del Arzobispo-formatie die dateert uit het Tithonien maar in 2012 bleek bij het precies bepalen van de oorspronkelijke groeve dat de eerste datering toch correct was. De botten omvatten een ravenbeksbeen, vijf staartwervels, chevrons, een linkeropperarmbeen, een rechterzitbeen, kootjes en klauwen. In 1999 werd nog een linkerschaambeen gemeld. Toen bleek ook dat wat eerst aangezien was voor een schouderblad een ravenbeksbeen was en dat het opperarmbeen fout geïdentificeerd was als een dijbeen.